# Chlorocala hypoxantha
Chlorocala hypoxantha är en skalbaggsart som beskrevs av Edgar von Harold 1879. Chlorocala hypoxantha ingår i släktet Chlorocala och familjen Cetoniidae. Inga underarter finns listade i Catalogue of Life.